# Nhật Bản hóa
Nhật Bản hóa (日本化) là quá trình trở thành hay mong ước trở thành một phần của xã hội Nhật Bản. Nó thường để chỉ những người nước ngoài sinh sống và làm việc trong một thời gian dài ở Nhật, mặc dù còn có thể dùng để miêu tả những người sống bên ngoài Nhật Bản nhưng có sự ham thích nhất định đối với một vài khía cạnh của nền văn hóa Nhật Bản. Sự đồng hóa văn hóa có thể bao gồm việc du nhập thói cầu kỳ của người Nhật, phong cách thời trang, thị hiếu giải trí và có khi là các khía cạnh của tiếng Nhật.
Với những người nước ngoài sinh sống và làm việc ở Nhật thì quá trình này thường hay xảy ra vì cảm giác bị cô lập hoặc mong muốn thích ứng với xã hội, trong khi ở bên ngoài Nhật Bản nó có thể xảy ra vì niềm yêu thích mãnh liệt một cách đặc biệt với một số hình thức của văn hóa người hâm mộ tại Nhật ví dụ như: manga, anime, phim truyền hình, âm nhạc hay thời trang Lolita.

## Nhật Bản hóa trong văn hóa đại chúng
Văn hóa Nhật Bản có một sức ảnh hưởng mạnh mẽ lên văn hóa đại chúng Hoa Kỳ bắt đầu từ thất bại của Nhật trong Chiến tranh thế giới lần thứ hai cho đến đầu những năm 1950 khi trẻ em nước Mỹ lần đầu tiên được biết đến văn hóa đại chúng Nhật Bản, ví dụ như bộ phim điện ảnh Godzilla. Văn hóa Nhật còn tự xuất hiện trong các trò chơi video nổi tiếng như Jet Set Radio, trò chơi mà đã tham khảo từ manga và tiểu thuyết hình ảnh của Nhật Bản. Xu hướng Nhật Bản ảnh hưởng lên văn hóa đại chúng của trẻ em Mỹ này còn tiếp tục với những biểu tượng nổi tiếng như Astro Boy, Thủy thủ Mặt Trăng, Dragon Ball Z, Pokémon và Hello Kitty. Phương tiện truyền thông Nhật hay được miêu tả là Kawaii, một thuật ngữ tiếng Nhật có nghĩa là "dễ thương", "đáng yêu" và "dễ chịu" trong tiếng Việt.

## Nguyên nhân Nhật Bản hóa
Khi mà ngày càng nhiều người trở nên thích thú với xã hội Nhật Bản thì số học sinh, sinh viên và các cá nhân học tiếng Nhật cũng gia tăng.
Manga và anime được một số người nhìn nhận là một nhân tố chính và chủ yếu trả lời cho câu hỏi tại sao số người học tiếng Nhật đang tăng lên, “Hơn 50% số người học tiếng Nhật được Trung tâm Giao lưu Văn hóa Nhật Bản khảo sát năm 2009 đã trích dẫn ra một điều rằng việc muốn học để đọc được manga và anime là nguyên nhân cốt lõi cho việc học tiếng Nhật.”

## Đài Loan
Ở Đài Loan, người ta dùng thuật ngữ "tộc người thích Nhật Bản" (哈日族), có nghĩa là "nhóm người ngưỡng mộ Nhật Bản". Thuật ngữ này được lấy từ cái tên 哈日杏子 (Ha Nhật Hạnh Tử), một nữ tác giả manga người Đài Loan.
Do những tội ác chiến tranh của Nhật Bản như vụ thảm sát Nam Kinh và những hành động tàn bạo đã phạm phải trong thời kỳ Triều Tiên thuộc Nhật cho nên tâm lý bài Nhật mạnh mẽ hơn nhiều ở Trung Quốc đại lục và Triều Tiên so với Đài Loan, nơi mà chế độ thực dân Nhật Bản không bị nhớ đến một cách cay nghiệt.

## Nhật Bản hóa trong kinh tế
Bên cạnh định nghĩa về văn hóa thì quá trình Nhật Bản hóa có thể được mô tả là sự chuyển đổi của một nền kinh tế sang một câu chuyện mới, nối tiếp bước chân của Nhật Bản. Nói cách khác, đó là một thuật ngữ được sử dụng bởi các nhà kinh tế học để chỉ sự rơi vào bẫy lạm phát đòi hỏi sụt giá giống như việc đã gây ra thập niên mất mát ở Nhật Bản. Nhật Bản hóa là một vấn đề đang diễn ra ngày nay khi Hoa Kỳ, Anh Quốc và các quốc gia khác đang phải chịu những vấn đề kinh tế tương tự.